# Castanotherium everettii
Castanotherium everettii är en mångfotingart som beskrevs av Pocock 1895. Castanotherium everettii ingår i släktet Castanotherium och familjen Zephroniidae. Inga underarter finns listade i Catalogue of Life.